# Orgulho

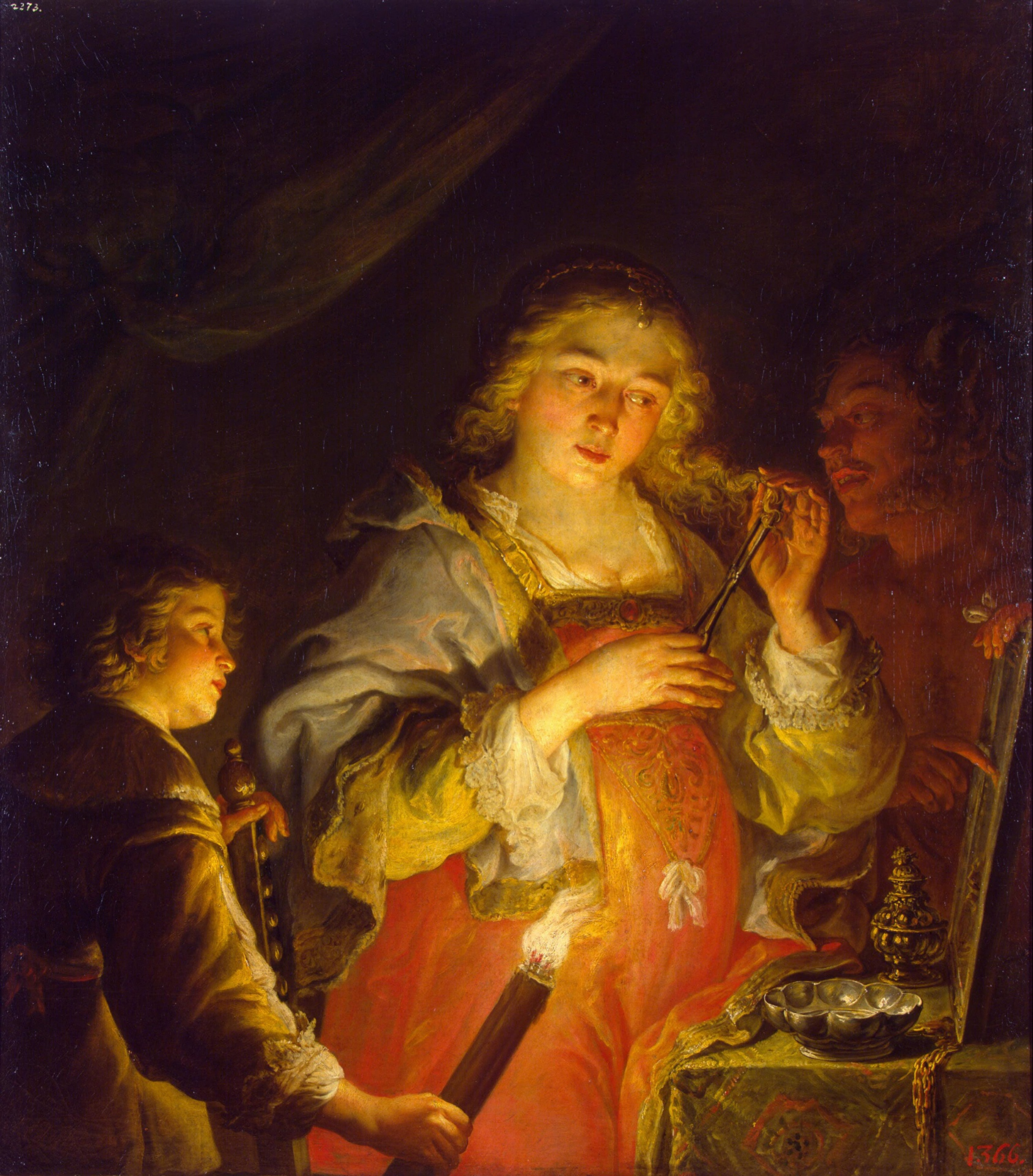
"Alegoria da vaidade" (1642), pintura de Jacques de l'Ange.

Orgulho (do frâncico urguli, "excelência", através do catalão orgull e do castelhano orgullo) é um sentimento de satisfação de alguém pela capacidade, realizações ou valor de si próprio ou de outros. O orgulho pode ser visto tanto como uma atitude moralmente positiva (honra) como negativa (arrogância), dependendo das circunstâncias.

## Como característica positiva
Algumas pessoas consideram que o orgulho para com os próprios feitos é um ato de justiça para consigo mesmo, como reconhecimento. É uma forma de elogiar a si próprio, dando forças para evoluir rumo a um projeto de vida mais amplo e melhor. O orgulho ou honra própria pode ser um factor determinante na caminhada para o sucesso no âmbito familiar e profissional. Uma pessoa que tenha orgulho pelos outros costuma ser socialmente vista de uma forma positiva, como uma atitude altruísta. 

## Como característica negativa
O orgulho em excesso pode se transformar em vaidade, ostentação, soberba, o que, segundo as religiões e os teólogos consideram, leva ao chamado egoísmo, sendo visto então como uma emoção negativa. Algumas pessoas classificam o orgulho como exagerado quando se torna um tipo de satisfação incondicional ou quando o próprio valor pessoal é superestimado, acreditando-se ser melhor ou mais importante do que os outros. Para muitos, o orgulho, na forma negativa, é um sentimento de fraqueza, de necessidade de autoafirmação. 

## Religião
Para o cristianismo, o orgulho, conhecido como soberba, é um dos sete pecados capitais.